# Bahnhof Haifa Merkasit haMifratz
Der Bahnhof Haifa Merkasit haMifratz (hebräisch תַּחֲנַת הָרַכֶּבֶת חֵיפָה מֶרְכָּזִית הַמִּפְרָץ Tachanat ha-Rakkevet Chejfah Merkasīt haMifratz, arabisch محطة قطار حيفا مركزيت همفراتس, DMG Maḥaṭat qiṭār Ḥayfā Mirkazīt HaMifrāts) ist ein Turmbahnhof und Verkehrsknoten in der israelischen Stadt Haifa, der den namengebenden Zentralen Omnibusbahnhof (ZOB) [Tachanat] Merkasit haMifratz ([תַּחֲנָה] מֶרְכָּזִית הַמִּפְרָץ ‚Zentrale[r Busbahnhof] Mifratz [Chejfas]‘, arabisch مركزيت همفراتس, DMG Mirkazīt haMifrāts) mit beiden ebenerdigen Bahnsteigen 1 und 2 der Küstenbahn der Hauptlinie, dem einstweilen eingleisigen Hochbahnhof (Gleis 3) der Neuen Jesreʿeltalbahn und der Talstation der Luftseilbahn ha-Rakkavlit verbindet.
Die einzelnen Verkehrsbauten eröffneten nach einander, zuerst der Halt der Küstenbahn am 6. September 2001, dann 2002 der ZOB, am 3. Juli 2018 der Halt der 2016 eröffneten Neuen Jesreʿeltalbahn und 2022 die Talstation der Rakkavlit. Auch die geplante Schnellstraßenbahn-Linie Haifa–Nazareth soll am Bahnhof Merkasit haMifratz enden.

## Geografische Lage
Der Bahnhof liegt in der Niederung auf etwa 10 Meter Höhe nahe der Mündung des Flusses Qischon im Industrie- und Gewerbegebiet am Hafen von Haifa, das zu Haifas flächengrößtem Stadtbezirk Mifratz Chejfa (deutsch Golf Haifas) gehört, dessen Namen von der hebräischen Bezeichnung der Bucht von Haifa herrührt, an deren südöstlicher Küste er sich erstreckt. Der Bahnhof ist mit Sderot haHistadrut 55 (הָהִסְתַּדְּרוּת שְׂדֵרוֹת) adressiert, wie die hier passierende israelische Haupt-Landesstraße 4 (כְּבִישׁ אַרְבַּע Kvisch Arba ) in diesem Abschnitt heißt.

Knoten Mechlaf Qischon der farbigen Hauptrouten,, und sowie von Neuer Jesreʿelbahn (N-S-Ri.) und Küstenbahn (O-W-Ri., Anthrazit beide) und schwarzen Busspuren um den wie unterm Bahnhofsbau [nicht verzeichnet] in deren Mitte

Die Umgebung ist geprägt von großflächigen Industrien und Gewerbebauten sowie stark frequentierten Verkehrsachsen wie dem Verkehrsknoten Mechlaf Qischon (מֶחְלַף קִישׁוֹן), wo sich die innerstädtischen Hauptstraßen Sderot haHistadrut und Derech haʿAmaqim (Kvisch  / כְּבִישׁ 75) kreuzen, welch letztere als Hochstraße die Merkasit haMifratz überspannt und den Anschluss zur Golfroute (נְתִיבֵי הַמִּפְרָץ, eigentlich כְּבִישׁ 22 עוֹקֵף קְרָיוֹת Kvisch  ʿOqef Qrajot) zur Umgehung der Qrajot herstellt. Diese Straßenanbindung begünstigte die Anlage des neuen Busterminals 2002.

## Geschichte
Die weitläufigen, ebenen Flächen in der Umgebung des Bahnhofs, anders als sonst im meist bergigen Haifa, und die passierenden Pendlerströme auf Ausfallstraßen in Richtung Qrajot und Ebene Jesreʿel begünstigten die Entwicklung großflächiger Einkaufsparks. Bereits 1991 eröffnete der Qenjon Lev haMifratz (Einkaufszentrum Herz von Mifratz [Chejfa]), dessen Gebäude sich zwischen der südlich gelegenen Ausfallstraße Sderot haHistadrut, Teil der Haupt-Landesstraße  (כְּבִישׁ אַרְבַּע Kvisch Arba), und einem nördlich anliegenden Streckenabschnitt der Küstenbahn, den die Palestine Railways zur Abkürzung der Bahnstrecke Haifa–Akko 1932 angelegt hatten, erstreckt.
Der israelischen Bahngesellschaft Rakkevet Israel (RI) boten Uri Dori, Ampal und Schufersal, damals die Eigentümer des Einkaufszentrums, an, falls sie direkt daneben einen neuen Bahnhof einrichten würde, dessen Bau komplett zu bezahlen. Dazu kam es dann 2001, wobei der Bahnhof mit Lev haMifratz den damaligen Namen des Einkaufszentrums erhielt. Er ist nicht der erste Bahnhof in Israel, der mit privater Förderung erbaut wurde. Im Jahre 1921 entstand die Jarqonbahn in ihrer ursprünglichen Länge von sechs Kilometern mit Kopfbahnhof Petach Tiqwah je zur Hälfte privat und staatlich finanziert.
Der Bahnhof Lev haMifratz, wie 2001 eröffnet, jedoch wurde mit sechs Millionen Neuen Israelischen Scheqel (NIS ₪) komplett privat finanziert. Der an der Küstenbahn (מְסִלַּת הָחוֹף Məsillat haChōf, deutsch ‚Gleis der Küste‘) der Hauptlinie nordwärts nächstgelegene Bahnhof Haifa Chutzot haMifratz, am 16. Oktober 2001 eröffnet, entstand ebenfalls auf Initiative und mit Geldern privater Gewerbetreibender.

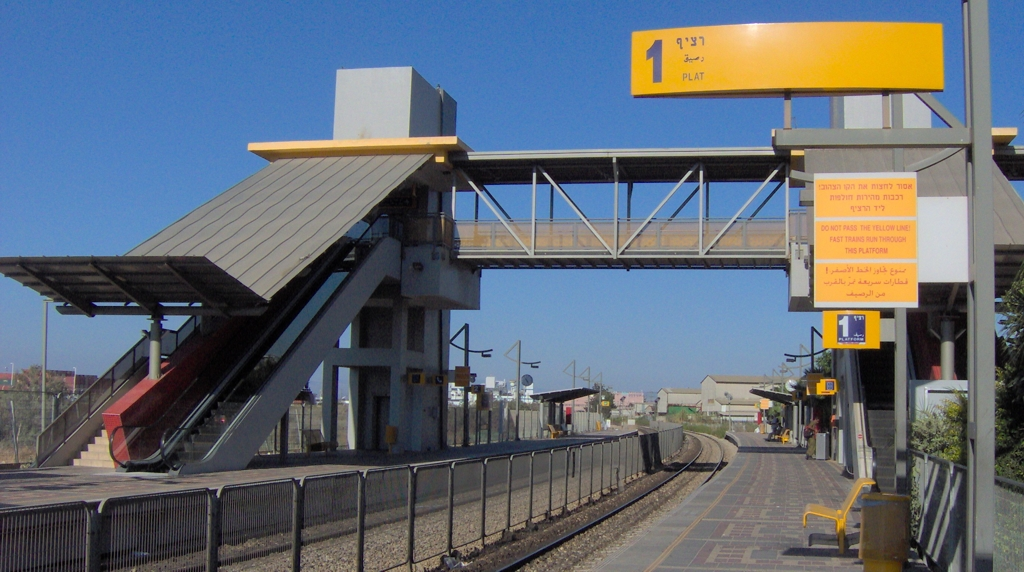
Fußgängerbrücke mit Aufgang, Rolltreppe und Aufzug am Ostende der Bahnsteige 1 und 2, 2006

Die Firma A. P. Katz (א.פ. כץ) errichtete die ersten Stationsanlagen, die 2001 zunächst nur zwei Seitenbahnsteige (an Gleis 1 und 2) und auf beiden jeweils Unterstände zum Schutz vor Sonne und Niederschlag umfasste. Einzigen Zugang gewährte eine über Treppen und Aufzüge erschlossene Fußgängerbrücke über Gleis 1 und 2 am östlichen Ende der Bahnsteige, die direkt ins südlich benachbarte Einkaufszentrums führt. In beiden ist vom straßenwärtigen Eingang her eine Passage mit Bahnschalter und Billettautomaten für Reisende freigehalten, die sie durchs Einkaufszentrum zur Passarelle zu den Gleisen geleitet.
Im Oktober 2001 begann der Bau des angeschlossenen Zentralen Omnibusbahnhofs (ZOB), der zu Beginn des Jahres 2002 in Betrieb ging. Reisende vom und zum neuen ZOB nutzten auch die Bahn, entsprechend wurde der Bahnhof stärker frequentiert. Im Jahr 2001 begann auch die Planung einer Luftseilbahn, um die Universitätscampus von Technion und Universität Haifa und Stadtviertel an Hängen und auf dem Plateau des Karmels an den Bahnhof anzubinden.

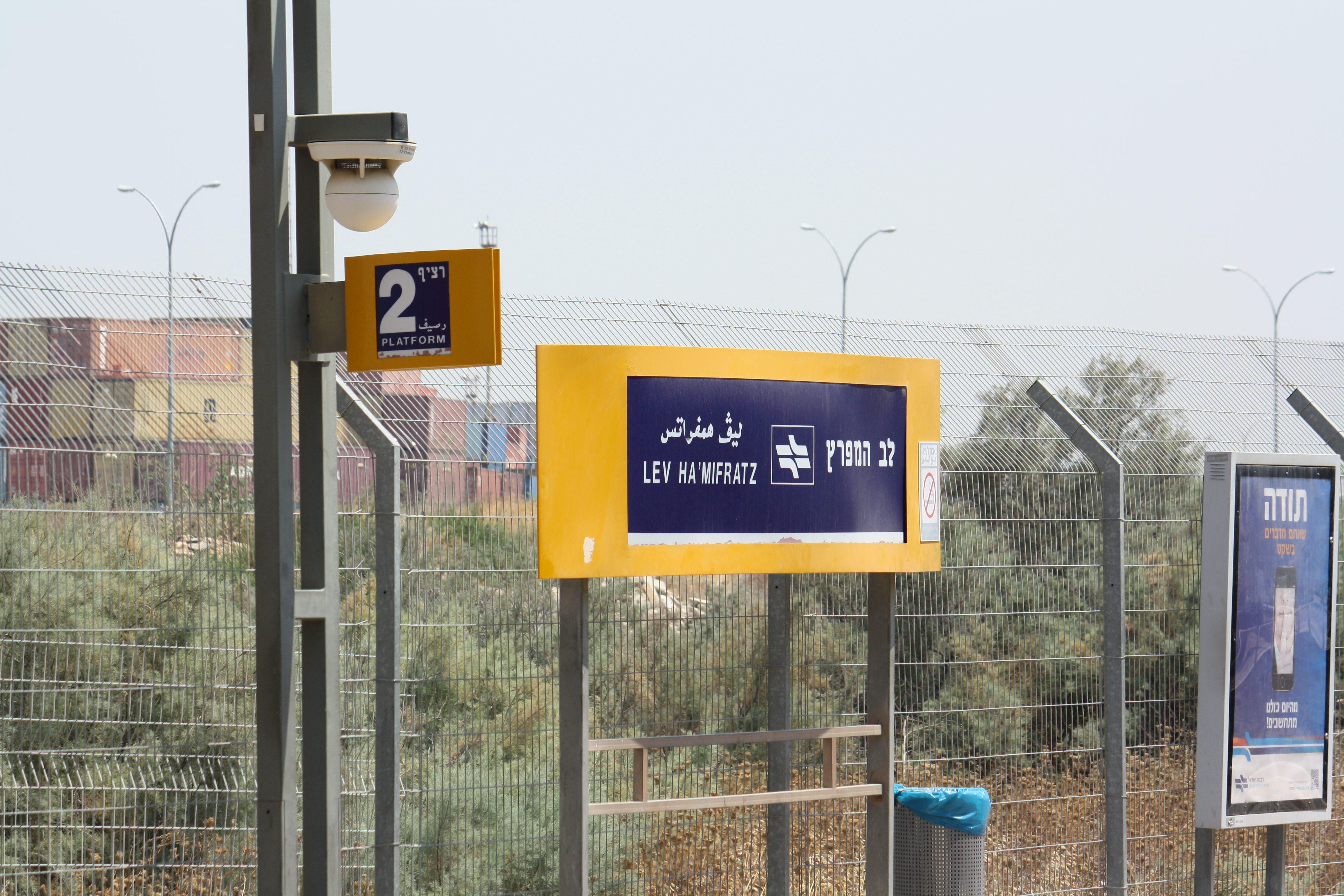
2015: Stationstafel mit damaligem Bahnhofsnamen Lev haMifratz an Gleis 2

Nachdem am 16. Juli 2006 im Zweiten Libanonkrieg libanesische Terroristen der Hisbollah Betriebsanlagen am Bahnhof Haifa Merkaz mit einer Katjuscha-Rakete getroffen und acht Eisenbahner getötet hatten, wurde der Bahnverkehr auf dem Nordabschnitt der Küstenbahn einstweilen eingestellt. Der Betrieb wurde mit Kriegsende am 14. August wieder aufgenommen. Während das benachbarte Einkaufszentrum nach Eigentümerwechsel und Erweiterung 2008 als Cinemall firmiert, blieb der Stationsname erhalten, bis am 3. Juli 2018 das aktuelle Empfangsgebäude eröffnet wurde, zu welcher Gelegenheit der gesamte Verkehrsknoten den neuen Namen Merkasit haMifratz bekam und erstmals Züge der in diesem Bereich als Hochbahn geführten neuen Jesreʿeltalbahn am fertiggestellten Hochbahnsteig hielten.
Haifas Merkasit haMifratz ist der erste Bahnhof in Israel, der zwei separate Fernbahnstrecken (Küstenbahn und Neue Jesreʿeltalbahn) bedient. Während des Baus der Neuen Jesreʿeltalbahn von 2012 bis 2016 bestand ein verbindendes Empfangsgebäude noch nicht und für den Hochbahnhof war Lev haMifratz Mizrach (d. h. Ost) als Stationsname im Gespräch. Da das Empfangsgebäude nicht fertiggestellt war, als die Neue Jesreʿeltalbahn am 16. Oktober 2016 den Betrieb aufnahm, fuhren deren Züge einstweilen ohne Halt durch.

## Empfangsgebäude
Die bauliche Verbindung der verschiedenen Verkehrslinien resultiert in einen heterogen strukturierten Baukomplex über mehrere Ebenen, die aber barrierefrei erschlossen sind. Da Verkehrswege keinen Platz für einen Bau zu ebener Erde lassen, ist das Empfangsgebäude aufgeständert, um darunter Platz für Ab- und Anfahrtspuren wie 14 Bussteige zu lassen. Die Halle misst etwa 25 Meter in der Breite bei einer niveaugleichen ununterbrochenen Länge von 180 Metern und erstreckt sich in Ost-West-Richtung. Die städtische Firma Yefeh Nof (יְפֶה נוֹף) schuf den Bau zwischen 2016 und 2019 für 300 Millionen NIS ₪.

Geostetes Schema des Bahnhofs mit Gleisen (schwarz), Passarellen (braun) zu den Bahnsteigen 1 und 2 (grün), Bahnsteig 3 (grün) der Hochbahn, Hochstraße (grau), Empfangsgebäude (beige), dessen Gebäudebrücken (ocker) zu Parkplatz und Einkaufszentrum (blau). HaRakkavlit von 2022 fehlt im Schema noch.

Zugänge zur Halle bestehen an deren Südosteck durch den Haupteingang, über Aufgänge, Rolltreppen und Aufzüge von den Bussteigen unter der Westhälfte der Halle, über Gebäudebrücken zum Einkaufszentrum im Osten sowie zu Hochbahnsteig und Westzugang (kurz: מֶרְכָּזִית הָעֵמֶק Merkasīt haʿEmeq, deutsch ‚Merkasit des Tals/[der Jesreʿeltalbahn]‘, 2018 eröffnet) mit Talstation der Rakkavlit. Sein Pendant direkt zur Küstenbahn, also der Eingang im mittleren Bereich (kurz: מֶרְכָּזִית הָחוֹף Merkasīt haChōf, deutsch ‚Merkasit der Küste[nbahn]‘; Ende 2016 eröffnet), der hinauf zur Passarelle zwischen Halle und westlichen Ende der Bahnsteige 1 und 2 führt,
Diese beiden (1 und 2), der Haupteingang (3) an der Südosteck des Empfangsgebäudes und jener (4) durchs Einkaufszentrum, 2001 als erster Zugang geschaffen, bilden die ebenerdigen vier Entrés zur Merkasit haMifratz. Über Aufgänge, Rolltreppen und Aufzüge im Einkaufszentrum erreicht man die Ebene, von der aus die Fußgängerbrücke direkt das östliche Ende der Bahnsteige 1 und 2 der Küstenbahn erschließt (ohne direkte Verbindung zur Wandel- und Schalterhalle, die es anfangs ja auch noch nicht gab).

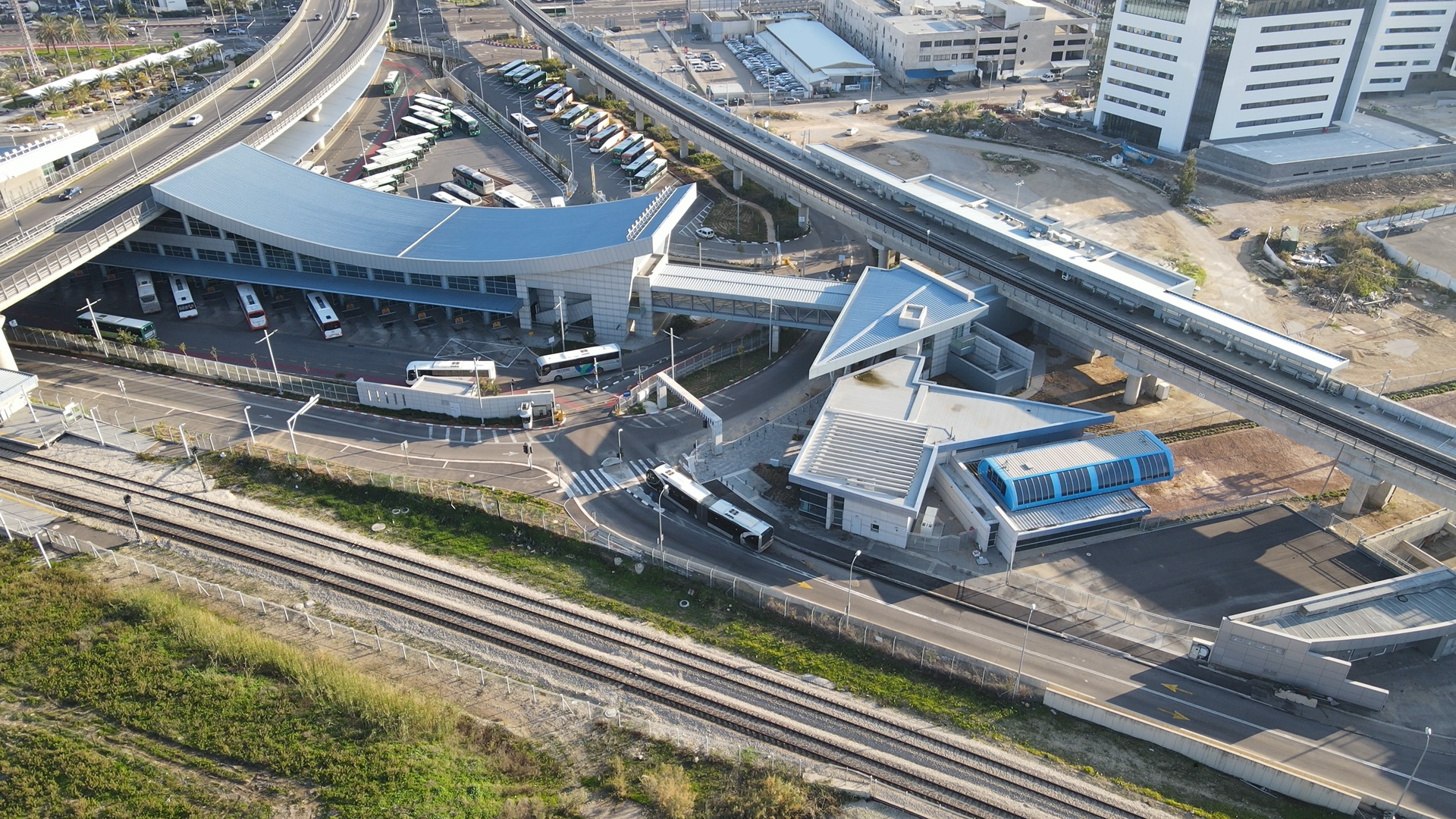
Talstation der Rakkavlit (rechts) unter Gleis 3 der Hochbahn, beide durch den westlichen Stationszugang (dreieckig bedacht) verbunden mit dem geschwungen bedachten Westteil des Empfangsgebäudes über dem ZOB, ganz links das Westende der Bahnsteige 1 und 2, 2020

Ende 2017 begann die Rakkevet Israel (RI), die bestehenden Bahnsteige an der Küstenbahn auf 373 Meter zu verlängern (2019 abgeschlossen) für künftig längere elektrisch betriebene Züge und für die anstehende Elektrifikation per Oberleitung vorzubereiten, die von Süden ausgehend im Februar 2023 den Bahnhof Binjaminah erreichte.
Wo nicht schon vorhanden, wurden im Zuge des Ausbaus 2016 bis 2019 außerdem Rolltreppen zu den Bahnsteigen errichtet und zugehörige Technikräume. Außerdem wurde eine 60 Meter lange, weitere öffentliche Fußgängerbrücke über die Küstenbahn ohne direkten Zugang zu Bahnsteigen errichtet, die auch dann offen steht, wenn die Bahnanlagen und ihre Übergänge wegen Betriebsruhe geschlossen sind. Sie erschließt den Bereich nördlich der Küstenbahn, wo bis 2017 ein Parkplatz mit 500 Stellplätzen entstanden ist. Der Parkplatz ist vom Kvisch  zu erreichen, der per Karmeltunnel von Süden kommend das Hinterland-Containerterminal (מְסוֹף מְכוּלוֹת עָרְפִּי Məssōf Məchūlōt ʿOrpī der Fa. EMCO) erschließt, während ein Behindertenparkplatz vorm Haupteingang besteht.
Bei Einweihung des Empfangsgebäudes am Sonntag, den 1. Juli 2018, erläuterte Verkehrsminister Israel Katz in seinen Grußworten: „Die Eröffnung der neuen Merkasit haMifratz werde auch eine Antwort auf Probleme wie Umweltverschmutzung, mangelnde Konnektivität im öffentlichen Personenverkehr und Verkehrsstaus auf israelischen Straßen sein.“ Haifas Bürgermeister Jona Jahav bemerkte: „Dies ist ein Feiertag für die Einwohner Haifas und des Nordens. Der neue ZOB ist ein weiteres Element des öffentlichen Verkehrssystems in Haifa, das dank dessen das fortschrittlichste im Land ist.“
Betreiberin der Fernbahnstrecken, die den Bahnhof bedienen, ist die Bahngesellschaft Rakkevet Israel (RI), die Luftseilbahn ha-Rakkavlit betreibt die israelisch-türkische Firma Cable Express (כַּבֶּל אֶקְסְפְרֶס Kabbel Eqspres), die städtischen Busse der Metronit bedienen den Verkehrsknoten und Fernbusse verschiedener Busgesellschaften von und nach Galiläa starten und enden im ZOB. Die Gleise der Küstenbahn sind mit 1 und 2 nummeriert und über Außenbahnsteige erschlossen. Der Hochbahnhof weist bislang nur ein Gleis auf mit der Nummer 3, ist aber für ein zweites Gleis ausgelegt.

## Bahnverbindungen
Von der Merkasit haMifratz sind im Bahnnetz die nächsten Bahnhöfe Haifa Chutzot haMifratz im Norden, Joqneʿam–Kfar Jehoschuʿa im Südosten und im Westen Haifa Merkaz haSchmonah. Vom Bahnhof bestehen Bahnverbindungen von und nach ʿAfula, ʿAkkon, ʿAtlit, Beʾer Scheva, Binjaminah, Beit Scheʾan, Joqneʿam ʿIllit, Karmiʾel, Lod, Modiʿin, Naharijja, Qirjat Gat, Qirjat Motzkin, Ramla und Tel Aviv. Mit 2.984.821 (2019) Passagieren pro Jahr belegte der Bahnhof seinerzeit Rang 15 unter den damals 6 Stationen im Lande.
| Linie / Endstationen                                     | Verlauf |
| -------------------------------------------------------- | --- |
| Hellgrüne Linie (3) der RI                               | Strecken (-Bahn, Schnellbahn Tel Aviv–Jerusalem, Hauptlinie, HBT-Linie) und Halte |
| Modiʿin – Naharijah: 17 Halte                            | Modiʿin – Merkaz • Paʾatei Modiʿin • Flughafen Ben Gurion • Tel Aviv – haHagannah • Tel Aviv – haSchalom • Tel Aviv – Savidor Merkaz • Tel Aviv – Universsitah • ʿAtlit • Haifa – Chof haKarmel • Haifa – Bat Gallim • Haifa – Merkaz haSchmonah • Haifa – Merkasit haMifratz • Haifa – Chutzot haMifratz • Haifa – Qirjat Chajim • Qirjat Motzkin • ʿAkko • Naharijjah                                                                                    |
| Grüne Linie (4) der RI                                   | Strecken (Hauptlinie, J&J-Linie, HBT-Bahn) und Halte |
| Beʾer Scheva – Naharijah: 21 Halte                       | Beʾer Scheva – Merkaz • Beʾer Scheva – Zafon / Universsitah • Lehavim – Rahat • Qirjat Gat • Qirjat Malʾachi – Joʾav • Maskeret Batjah • Ramlah • Lod • Tel Aviv – haHagannah • Tel Aviv – haSchalom • Tel Aviv – Savidor Merkaz • Tel Aviv – Universsitah • Haifa – Chof haKarmel • Haifa – Bat Gallim • Haifa – Merkaz haSchmonah • Haifa – Merkasit haMifratz • Haifa – Chutzot haMifratz • Haifa – Qirjat Chajim • Qirjat Motzkin • ʿAkko • Naharijjah |
| Orange Linie (5) der RI:                                 | Strecken (Hauptlinie, J&J-Linie, HBT-Linie, Karmiʾelbahn) und Halte |
| Beʾer Scheva – Karmiʾel: 18 Halte                        | Beʾer Scheva – Merkaz • Beʾer Scheva – Zafon / Universsitah • Qirjat Gat • Lod • Tel Aviv – haHagannah • Tel Aviv – haSchalom • Tel Aviv – Savidor Merkaz • Tel Aviv – Universsitah • Chaderah – Maʿarav • Caesareia–Pardes Channah • Binjaminah • Haifa – Chof haKarmel • Haifa – Bat Gallim • Haifa – Merkaz haSchmonah • Haifa – Merkasit haMifratz • Qirjat Motzkin • Achihud • Karmiʾel                                                               |
| Braune Linie (7) der RI:                                 | Strecken (Hauptlinie, HBT-Linie, Karmiʾelbahn) und Halte |
| Haifa – Chof haKarmel – Karmiʾel: 9 Halte                | Haifa – Chof haKarmel • Haifa – Bat Gallim • Haifa – Merkaz haSchmonah • Haifa – Merkasit haMifratz • Haifa – Chutzot haMifratz • Haifa – Qirjat Chajim • Qirjat Motzkin • Achihud • Karmiʾel |
| Purpurne Linie (8) der RI:                               | Strecken (Hauptlinie, Neue Jesreʿelbahn) und Halte |
| ʿAtlit–Beit Scheʾan: 9 Halte                             | Atlit • Haifa – Chof haKarmel • Haifa – Bat Gallim • Haifa – Merkaz haSchmonah • Haifa – Merkasit haMifratz • Joqneʿam–Kfar Jehoschuʿa • Migdal haʿEmeq–Kfar Baruch • ʿAfulah • Beit Scheʾan |
| Rakkavlit:                                               | Strecke (Rakkavlit) und Halte |
| Haifa – Merkasit haMifratz–Universsitat Chejfah: 6 Halte | Haifa – Merkasit haMifratz • Check Post • Dori • Technion Merkaz • Technion ʿEljon • Universsitat Chejfah |

## Tachanat Merkasit Haifa haMifratz (ZOB Haifa)

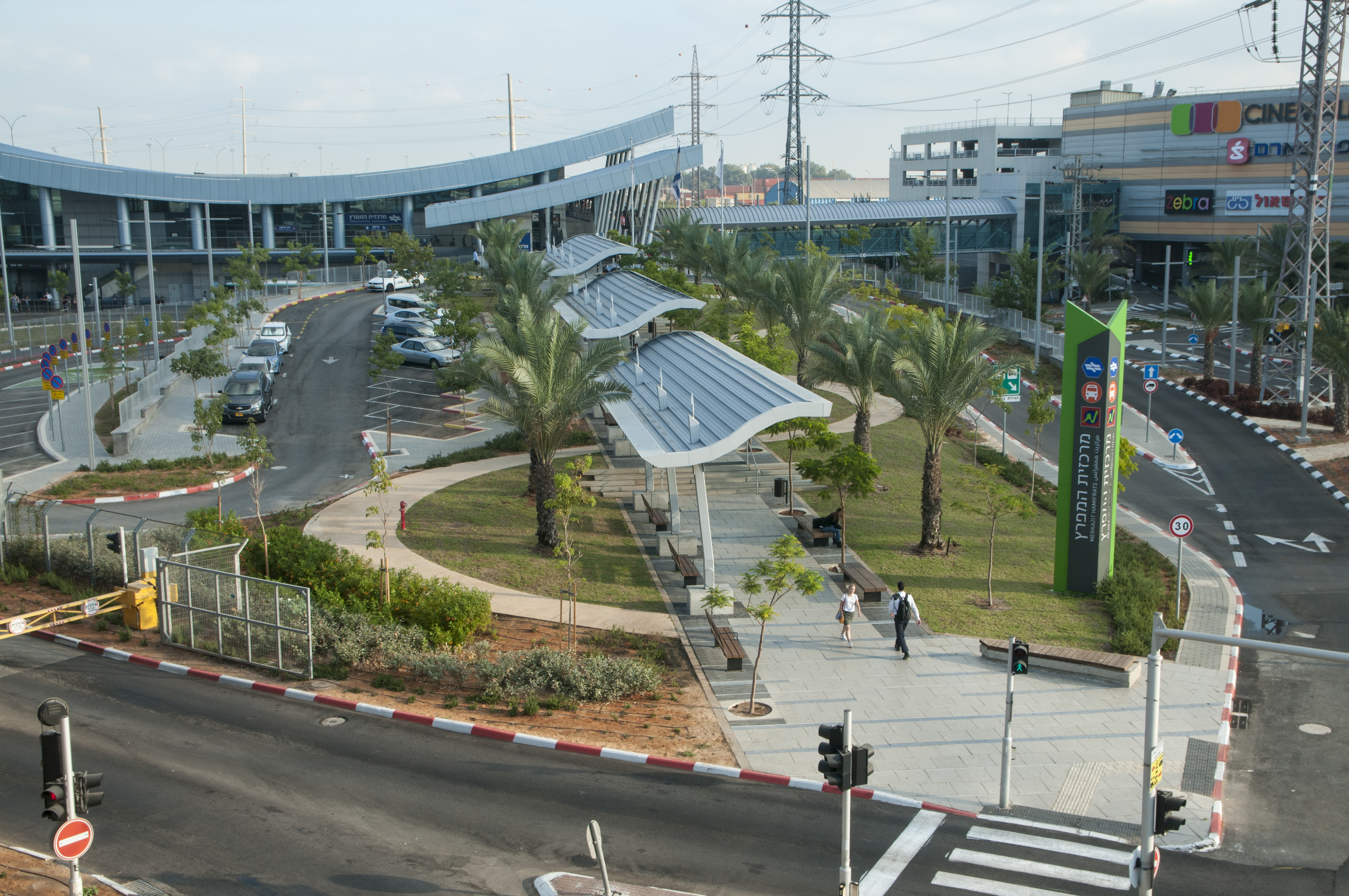
Blick 2019 von den Sderot haHistadrut über den zur Wandelhalle ansteigenden Bahnhofsvorplatz mit Parkplatz für Behinderte vorm Haupteingang und Passarelle zum Einkaufszentrum

Zunächst nur mit Interimsbauten eröffnete am 1. Januar 2002 Haifas neuer Zentraler Omnibusbahnhof vor der Südwestseite des Bahnhofs und übernahm allen Fernbusverkehr vom bisherigen ZOB Haifa am Bahnhof Haifa Bat Gallim im gleichnamigen Stadtteil. Von der Merkasit haMifratz, größter ZOB des Landes mit anderthalb Millionen Bewohnern im Einzugsbereich (Großraum Haifa und der Norden des Landes), erwarteten sich die Betreiber 2018 mehr als 20 Millionen Passagiere pro Jahr, etwa 60.000 pro Tag. Die Fernbusse verkehren an den 14 Bussteigen unter dem Westteil des Empfangsgebäudes, die Busse im Lokalverkehr halten an Haltebuchten am Sockelgeschoss des Ostteils des Empfangsgebäudes.

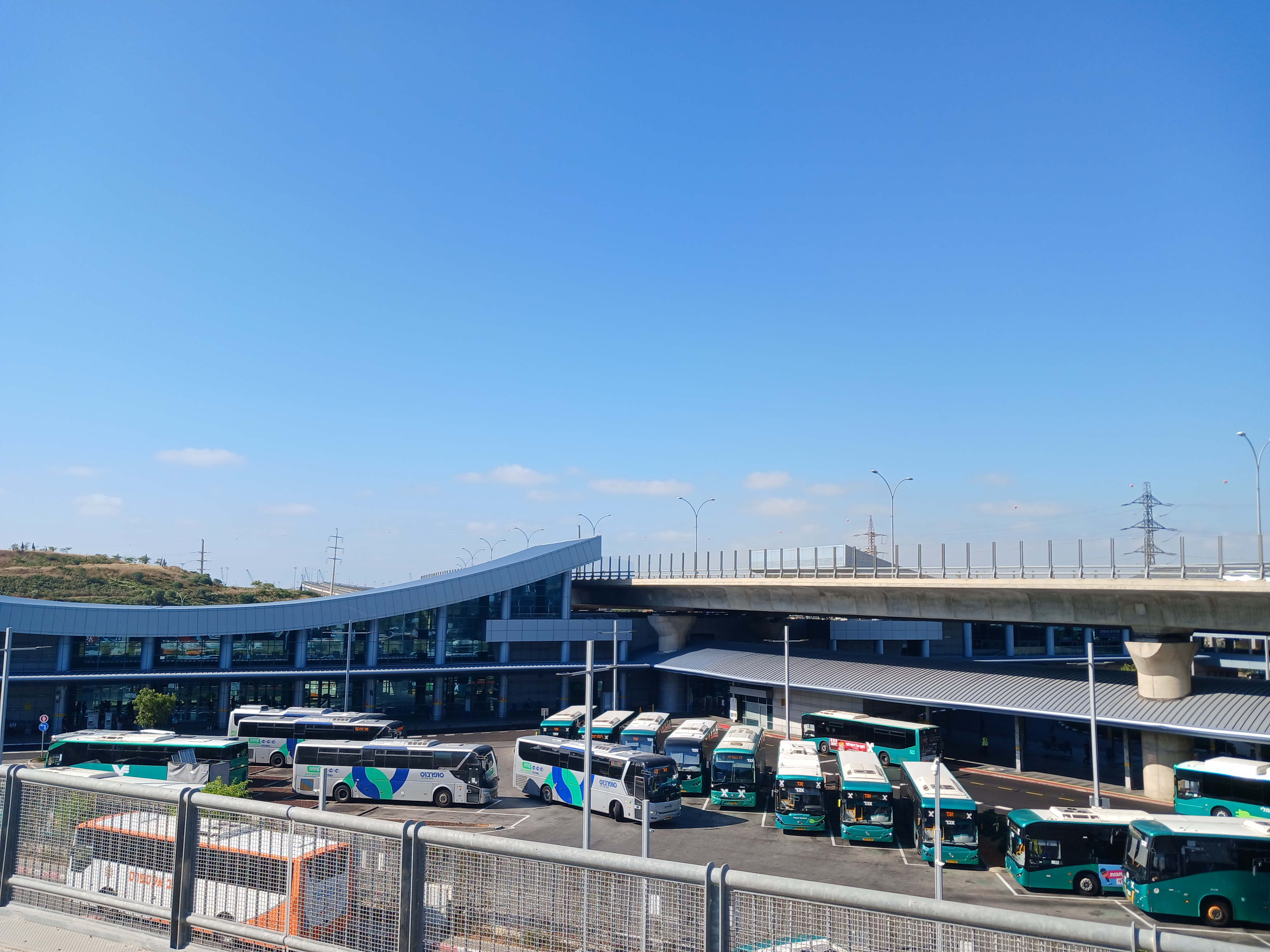
Busstellplätze südlich vor den Bussteigen unter der Halle des Empfangsgebäudes, überbrückt durch die Hochstraße Kvisch, 2023

Die Gesellschaften Egged, Nativ Express und Superbus betreiben Buslinien vom und zum  ZOB Haifa. Die Egged bedient den Bahnhof mit 18 Linien (7, 16, 40, 70, 71, 78, 79, 101, 115, 123, 125, 131, 132, 133, 141, 142, 146 und 225) im Stadtverkehr, der städtebaulich verwobenen, aber politisch selbständigen Gemeinden Nescher, Qirjat Ata und Qirjat Motzkin einschließt. Superbus unterhält vier Linien der Metronit (Blaue Linie 2, Grüne 3, Purpurne 4 und Rote 1), die Haifa Merkasit haMifratz ansteuern.
Im Intercity-Verkehr bedienen besagte Busgesellschaften mit 50 verschiedenen Buslinien Destinationen in Galiläa, wie Abu Sinan (282), Akko (251), Chazor Glilit (509), Dayr Ḥanna (169), Iʿbillin (166), Ibtin (73), Jirka (284), Kabul (255), Kafr Manda (306), Kalanit (380), Karmiʾel (261, 262, 264, 265), Kfar Chassidim (72, 72א), Anschlussstelle Mechlaf Golani (435), Migdal haʿEmeq (358), Naharijja (271, 272, 371), Nazareth (331, 344), Nof haGalil (332, 342, 352), Qirjat Schmonah (500, 505), Ramat Tivʿon (75), Ras ʿAli (74), Safed/Zfat (361), Schafa ʿAmr (165, 167), Tamrah (168, 170), Tiberias (430, 434), sowie auf dem Golan Qatzrin (503) und landesweit solche wie Afula (300, 301, 302), Eilat (893, 993), Gescher (432), Jerusalem (960), Joqneʿam ʿIllit (180, 181, 188), Tel Aviv (909) und Umm al-Faḥm (248).